# Slaget ved Stamford Bridge
Slaget ved Stamford Bridge i England stod den 25. september 1066 mellem en invaderende hær anført af den norske konge Harald Hårderåde og en hær under den nykronede engelske konge Harold Godwinson. Dette slag anses i almindelighed for at markere afslutningen på vikingernes æra.
Den norske konge, der er blevet kaldt den sidste vikingekonge, havde kort tid forinden besejret en hær under de nordlige jarler Edwin of Mercia og Morcar of Northumbria ved Gate Fulford lige syd for York. Harold Godwinson
mødte Harald med sin egen hær, og overraskede ham dårligt bevæbnet og uforberedt efter at have gennemført en legendarisk forceret march fra den sydlige del af kongedømmet.
Ifølge den Angelsaksiske Krønike blev Stamford broen til at begynde med forsvaret af en enkelt mægtig viking, som det lykkedes at sinke englændernes fremmarch. Til sidst blev han dog fældet af et spyd, afsendt fra broens underside.
Forsinkelsen gav Harald Hårderåde tid til at formere sin hær, der anslås at have omfattet 5.000 mand, i en cirkel højt i terrænet og derved tvinge englænderne til at kæmpe op ad bakke med ryggen mod floden (se note nedenfor). Efter en hårdnakket kamp med tab på begge sider, omend særlig slemt for de dårligt bevæbnede vikinger, faldt både Harald Hårderåde og jarl Tostig. Ankomsten af norske forstærkninger forlængede slaget, men til sidst blev den norske hær definitivt slået. De norske tab anslås til 4.500 mand. Kong Harold Godwinson accepterede en våbenstilstand med de overlevende nordmænd, hvoriblandt var Hårderåde's søn Olaf, og de fik lov at tage af sted efter at have lovet ikke at angribe England igen.
Dette slag markerede slutningen på de storstilede invasioner i England fra Skandinavien og blev derved vendepunktet for vikingernes aktivitet i dette område.
Kong Harolds succes varede imidlertid ikke ved. Kun godt 14 dage efter dette slag, og efter at have marcheret med sin hær hele vejen fra Yorkshire, blev han slået den 14. oktober af Vilhelm Erobreren i Slaget ved Hastings. Dermed begyndte den normanniske erobring af England.